# Gunnera manicata
Espèce
Classification phylogénétique

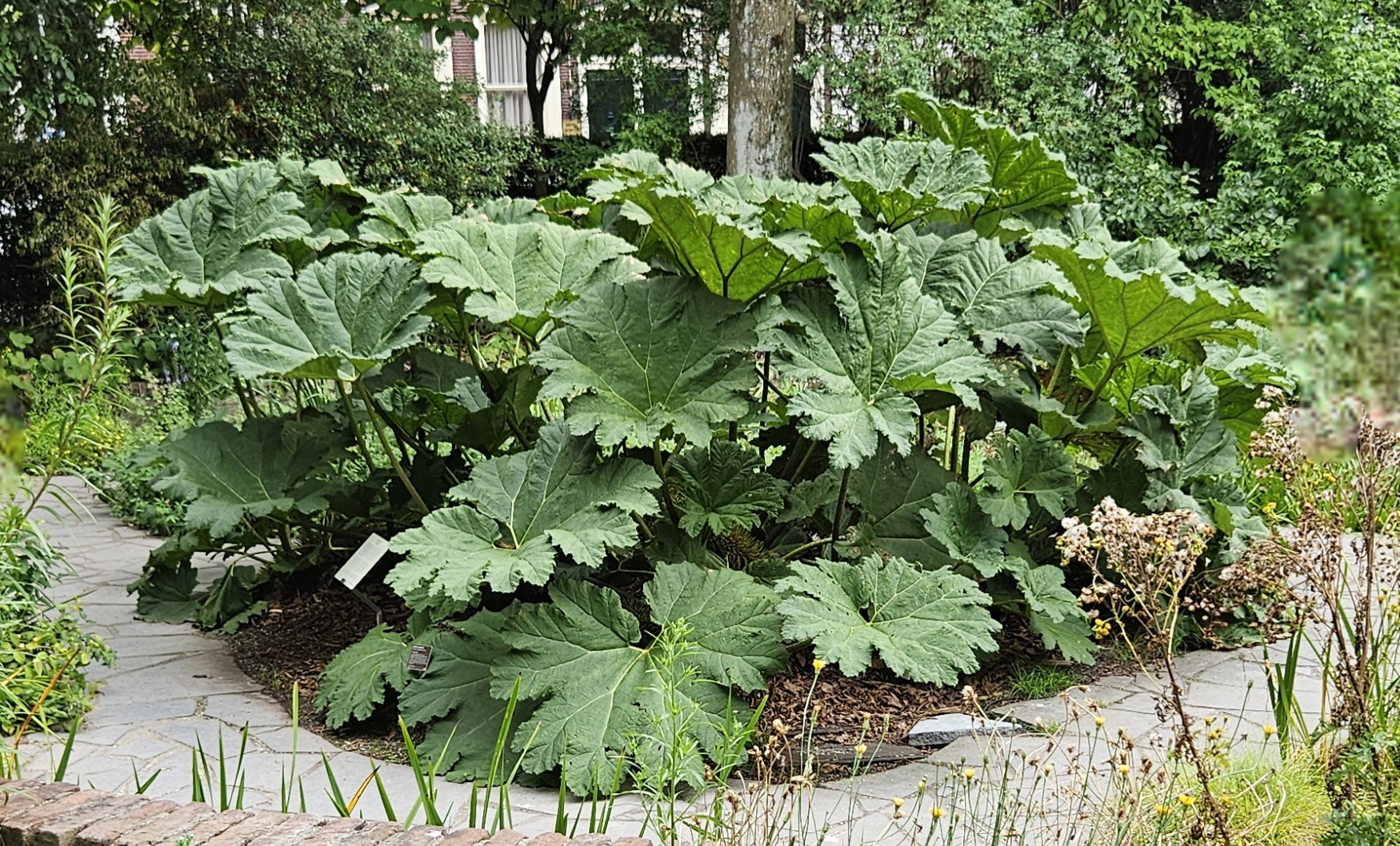
Gunnera manicata au jardin botanique Hortus botanicus d'Amsterdam

La Rhubarbe géante (Gunnera manicata) ou Gunnère du Brésil, est une espèce de plantes vivaces à rhizomes traçants de la famille des Gunneraceae. Elle est originaire du Brésil.
Les feuilles de Gunnera manicata peuvent atteindre 2 m de diamètre et forment une couronne de plusieurs mètres d'envergure au niveau du sol. Les fleurs sont petites rouge-verdâtre en panicules ramifiées coniques. Elles donnent des fruits sphériques, rouge-vert, de 1 à 3 mm de long.
La rhubarbe géante apprécie un sol riche et humide. Elle se propage par semis (graines à faible durée de vie) ou par bouture d'éclats de feuilles. Elle peut résister à des températures allant jusqu'à -10 °C si on la protège un peu en hiver.
En culture, le nom G. manicata a régulièrement été appliqué à tort à l'hybride avec G. tinctoria, G. × cryptica beaucoup plus fréquent.
Malgré son nom de rhubarbe géante, elle n'est pas comestible. Elle n'a d'ailleurs rien à voir, botaniquement parlant, avec la famille des Rhubarbes.

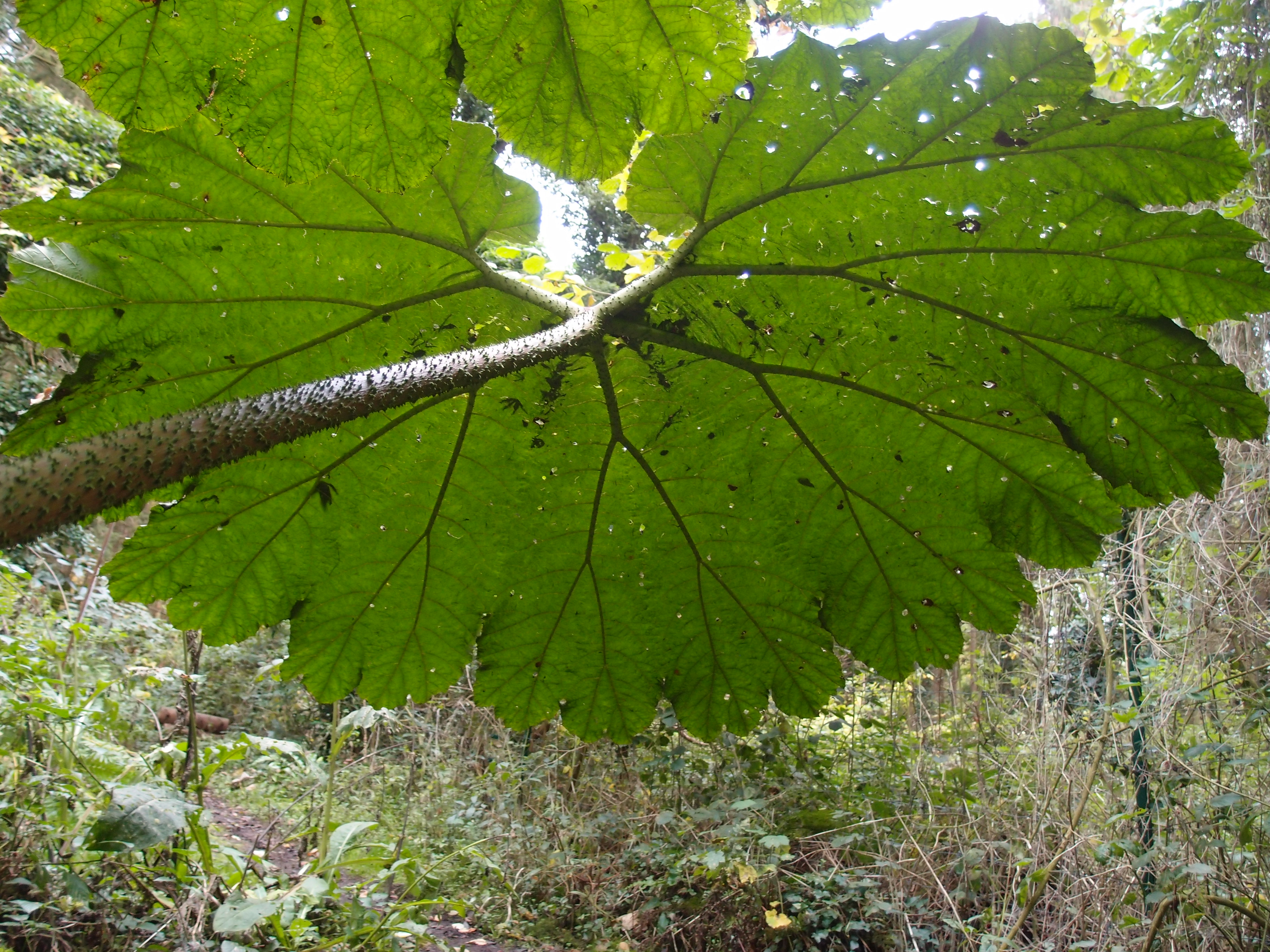
Gunnera manicata 'Aparados da serra' BBM20.BR2261 au jardin jungle
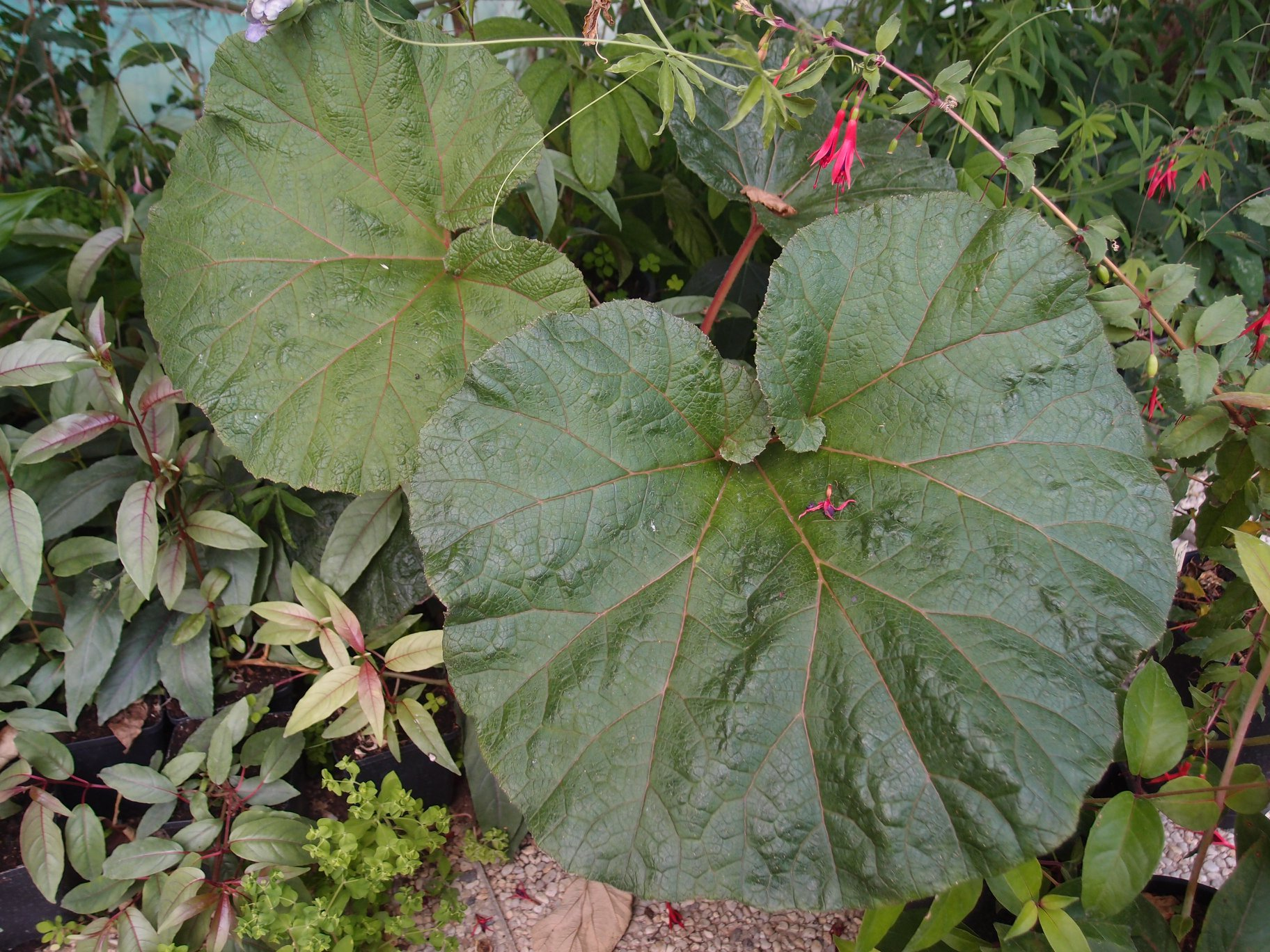
Gunnera manicata, feuillage juvénile
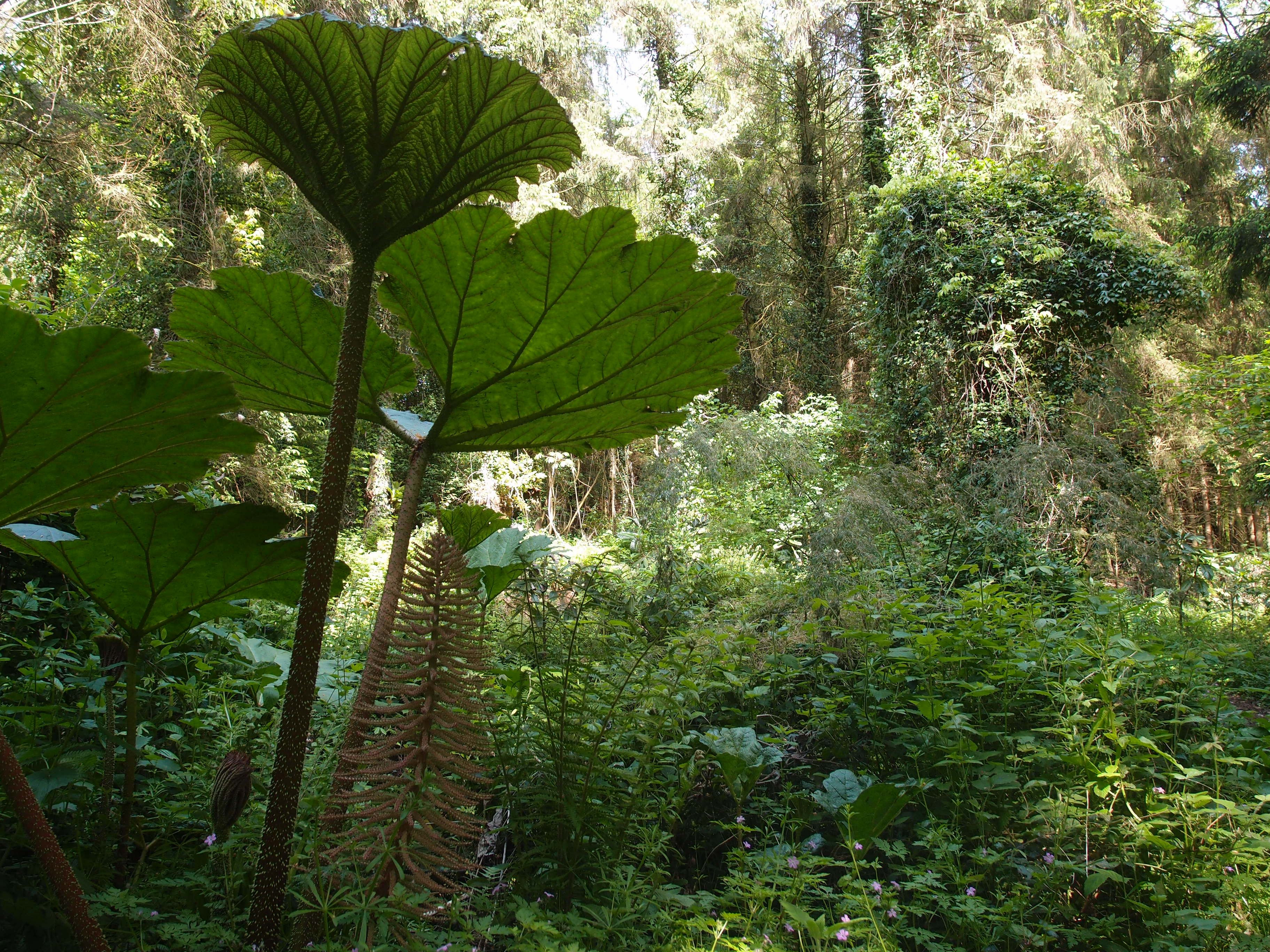
inflorescence de G. manicata au mois de Mai
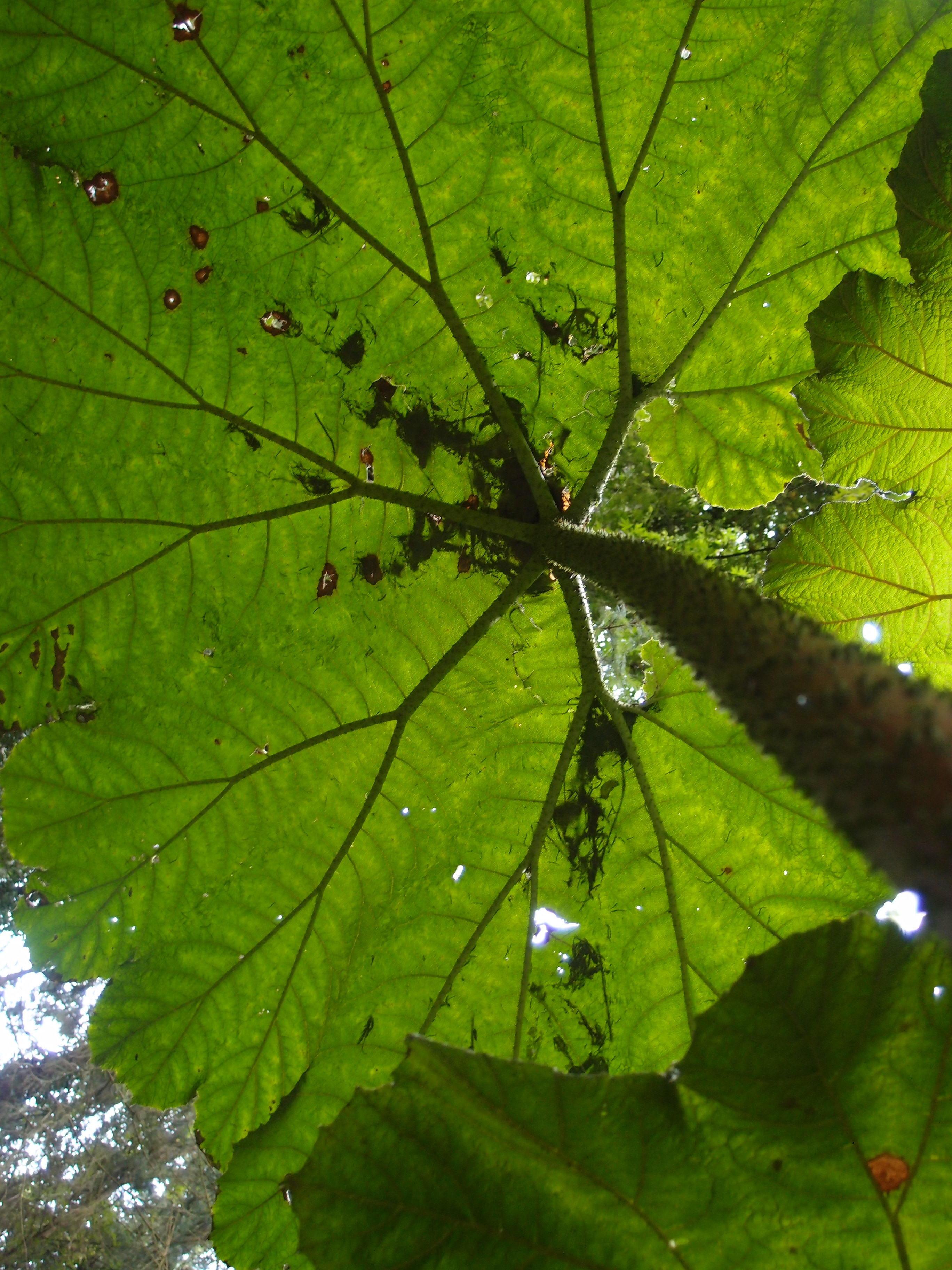
Gunnera manicata 'Aparados da serra', feuille culminant a plus de 2m50 au jardin jungle
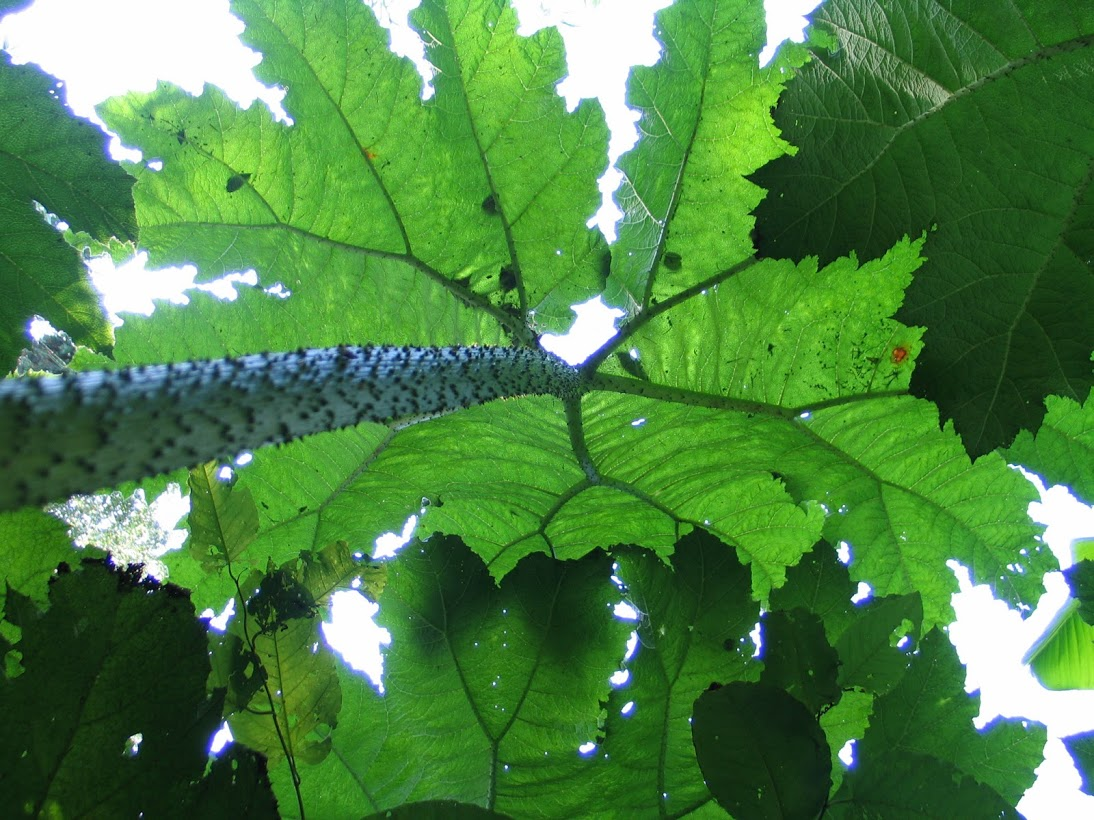
Gunnera × cryptica (hybride entre Gunnera manicata et Gunnera tinctoria) aux feuilles généralement plus profondément découpées au Jardin Jungle

## Synonyme
- Gunnera brasiliensis Schindl.